# 에어 인디아 익스프레스 812편 활주로 이탈 사고
2010년 5월 22일, 두바이에서 인도 망갈로르로 가는 에어 인디아 익스프레스 812편을 운항하던 보잉 737-800 여객기가 망갈로르에 착륙하다 추락했다. 기장은 "돌아가라"는 부기장의 세 번의 요청에도 불구하고 불안정한 접근을 계속했고, 이로 인해 항공기가 활주로를 지나쳐 산 아래로 추락하고 화염에 휩싸였다. 탑승객 160명과 승무원 6명 중 158명이 사망했으며(승무원 전원과 152명) 생존자는 8명뿐이었다.
158명의 사망자를 낸 812편은 10년 후에 있었던 우크라이나 국제항공 752편에 의해 176명의 사망자를 낸 보잉 737기 사고 중 두 번째로 치명적인 사고였으며, 2018년 10월 라이온 에어 610편이 189명의 사망자와 함께 추락하기 전까지 보잉 737기의 모든 변종 사고 중 가장 치명적인 사고였다. 그리고 1996년 차르키다드리 공중 충돌과 1978년 에어 인디아 855편 추락 사고에 이어 인도에서 세 번째로 치명적인 항공 참사였다.
이 사건은 에어 인디아 익스프레스와 관련된 첫 번째 치명적인 사고였다. 해당 사고 항공기에는 세르비아인 승무원 1명과 방글라데시인 승객 1명을 제외하면 모두 인도인으로 구성되어 있다. 비율을 보면 98.8%가 인도인으로 이루어져 있다.

## 같이 보기
- 에어 인디아 익스프레스 1344편 착륙 사고
- 에어프랑스 358편 활주로 이탈 사고
- 아메리칸 항공 1420편 활주로 이탈 사고
- 인디안 항공
- TAM 항공 3054편 활주로 이탈 사고